# Paint It, Black
"Paint It, Black" é uma canção da banda inglesa The Rolling Stones, tendo sido lançada na forma de single (compact disc) e na versão estadunidense do álbum Aftermath (long play), e foi justamente como primeiro single deste LP do grupo que ela foi lançada oficialmente, em 13 de maio de 1966.
"Paint It Black" chegou ao número um na Billboard Hot 100 e na UK Singles Chart. A canção tornou-se o terceiro número um dos Rolling Stones nos EUA e o sexto no Reino Unido. Desde seu lançamento original, a canção continua influente como o primeiro número um a possuir sitar, particularmente no Reino Unido onde foi para as paradas em duas outras ocasiões e continua sendo objeto de vários covers, compilações e aparições em filmes.

## Créditos
Os créditos da composição são da dupla Mick Jagger e Keith Richards, e de Brian Jones pela criação do famoso riff de guitarra na abertura.
Em suas autobiografias, Bill Wyman diz que a composição foi um esforço de toda a banda, creditada erroneamente a Jagger e Richards pela gravadora. O caso é que Aftermath foi o primeiro álbum dos "Stones" em que todas as músicas foram creditadas à dupla Jagger / Richards.

## Músicos
- Mick Jagger – vocal
- Brian Jones – sitar e percussão
- Keith Richards – guitarra, violão e backing vocal
- Bill Wyman – bass pedals, baixo e órgão Hammond
- Charlie Watts – bateria
- Jack Nitzsche – piano